# Syngały
Syngały (biał. Сынгалы, Synhały; ros. Сынгалы, Syngały) – wieś na Białorusi, w obwodzie mińskim, w rejonie nieświeskim, w sielsowiecie Snów.
Wieś nazywana była także mylnie Sygnały.

## Historia
W XIX i w początkach XX w. położone były w Rosji, w guberni mińskiej, w powiecie nowogródzkim, w gminie Snów.
W dwudziestoleciu międzywojennym leżały w Polsce, w województwie nowogródzkim, w powiecie nieświeskim, w gminie Snów. W 1921 wieś Syngały liczyła 85 mieszkańców, zamieszkałych w 16 budynkach, w tym 84 Białorusinów i 1 Polaka. 84 mieszkańców było wyznania prawosławnego i 1 rzymskokatolickiego. Folwark Syngały-Ignatycze liczył zaś 5 mieszkańców, zamieszkałych w 1 budynku, w tym 4 Polaków i 1 Białorusina. 4 mieszkańców było wyznania rzymskokatolickiego i 1 prawosławnego.
Po II wojnie światowej w granicach Związku Sowieckiego. Od 1991 w niepodległej Białorusi.